# بی‌اعتمادی
بی‌اعتمادی (به انگلیسی: Distrust) پدیده‌ای است روان‌شناختی؛ که فرد اطمینان به خود را از دست می‌دهد و به ناتوانی خود اذعان می‌کند. در چنین فرایندی توان حرکت و خلاقیت از فرد سلب می‌گردد و او به موجودی بی تحرک، خنثی و فاقد معیار تبدیل می‌گردد.
بی‌اعتمادی در حال حاضر به بیماری مزمنی در کشورهای در حال گذار درآمده‌است و مردم چنین کشورهایی را در مقابل تکنولوژی نوین حیران و سرگردان کرده‌است. برای دستیابی به شناخت این گسست که واپسمانی، ناامیدی، بدبینی و بی‌اعتمادی عمومی را در پی داشته‌است، هر فرد علاقه‌مند به جامعه را به تفکر و چاره جویی وامی‌دارد. وقتی جامعه‌ای با رکود اقتصادی روبه‌رو می‌شود یکی از آثار مخرب آن پیدایی بی‌اعتمادی است و اگر میزان آن شدید باشد جامعه را با بحران رو به رو می‌سازد. در واقع بحران اقتصادی سیاسی و اجتماعی و فراگیر شدن آن باعث می‌شود که اعتماد تک تک افراد نسبت به یکدیگر و مجموعه آن‌ها نسبت به جامعه سست شود و همبستگی بین فرد و جامعه از هم گسیخته شود. در چنین وضعیتی هنجارهای اخلاقی نزول پیدا می‌کند و معیارهای اجتماعی نادیده گرفته می‌شود و در نهایت به حقوق دیگران تجاوز می‌شود و آشکارا باج‌گیری، رشوه خواری، اختلاس، زورگیری، رانت خواری، آقازادگی و… افزایش می‌یابد؛ و افراد برای رسیدن به هدفهای خود به هر وسیله‌ای دست می‌یازند. زمانی که مردم کشوری اطمینان خود را از تأثیرگذاری مشارکت بر فرایند اجتماعی بیهوده می‌دانند و اعتماد خود را از گارگزاران جامعه از دست می‌دهند؛ جامعه با پدیده‌ای به نام از خود بیگانگی رو به رو می‌شود.